# Sven Wranér
Sven Henrik Alvar Wranér född 4 september 1894 i Kungsholms församling, Stockholm, död 16 november 1965 i Gävle Heliga Trefaldighets församling, Gävle, var en svensk arkitekt. Han var son till Henrik Wranér och bror till Signe Wranér.

## Biografi
Efter studier vid Kungliga tekniska högskolan 1912-1916 och Kungliga Konsthögskolan 1918-1920 anställdes han hos professor Ivar Tengbom 1920-1922. 1922-1924 arbetade han på arkitektkontor i Frankrike, bland andra hos Charles Siclis i Paris. Vid Parisutställningen 1925, där Carl Bergsten ritade den svenska paviljongen,  var han arbetsledare och kontrollant. Han var därefter anställd hos Carl Bergsten 1925-1927. Från 1927 verkade han som tjänstgörande arkitekt utom stat vid Byggnadsstyrelsen och var anställd vid Byggnadsstyrelsens stadsplanebyrå 1929-1932. 1933 efterträdde han Gunnar Wetterling som stadsarkitekt i Gävle, en post han innehade till 1959. 
Under Sven Wranérs tid som stadsarkitekt etablerades i Gävle en praxis för kvarter i stadens centrum, nämligen att kvarteren skulle bebyggas med fem våningar i den ände som vetter mot en större gata, med fyra våningar i den andra änden (som vetter mot en mindre gata) och med tre våningar mot sidogatorna. Denna praxis tillämpades ända till slutet av 1980-talet och präglar därför en stor del av Gävles innerstad.
Han var ordförande i Föreningen Sveriges Stadsarkitekter FSS 1957-1959.

## Verk i urval
- Bensinstation för Krooks, Birger Jarlsgatan, Stockholm (1926)[6]
- Ombyggnad av Engwallska huset, Gävle (1927)[7]
- Bensinstation för Texaco, Gävle (1929)[8]
- Östra Broby kyrka, Skåne (1932).
- Folkets hus och godtemplarlokal i Bomhus, Gästrikland 1934-1935.
- Biografen Röda Kvarn, Gävle 1934
- Elverket i Gävle (1935)
- Heliga Trefaldighets kyrka, Gävle 1938, restaurering.
- Strömsbro kyrka, Gästrikland 1937, restaurering.
- Länsmuseet Gävleborg, Gävle (1940)
- Villa Sjöström, Gävle
- Gävleutställningen 1946 (ansvarig arkitekt)
- Gävle teater (renovering, 1957).
- Skogsmuseet Silvanum (1961)
- Sandvikens stadshus (1965)
- Byggnader för Korsnäs sågverks AB.

## Bilder

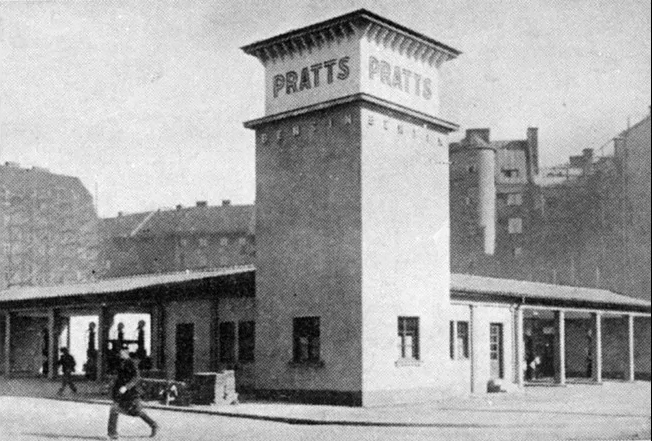
Bensinstation i Stockholm
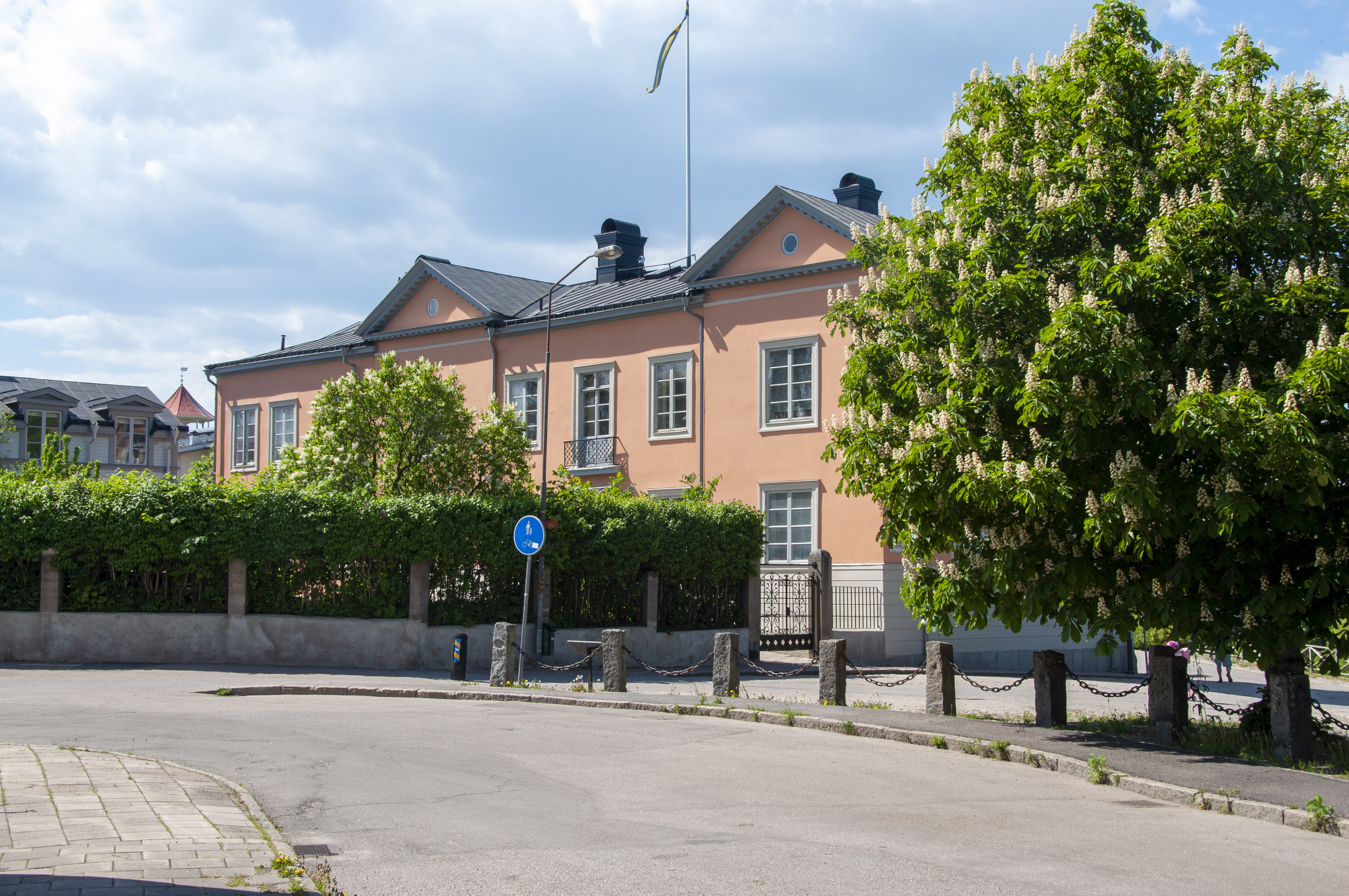
Engwallska huset
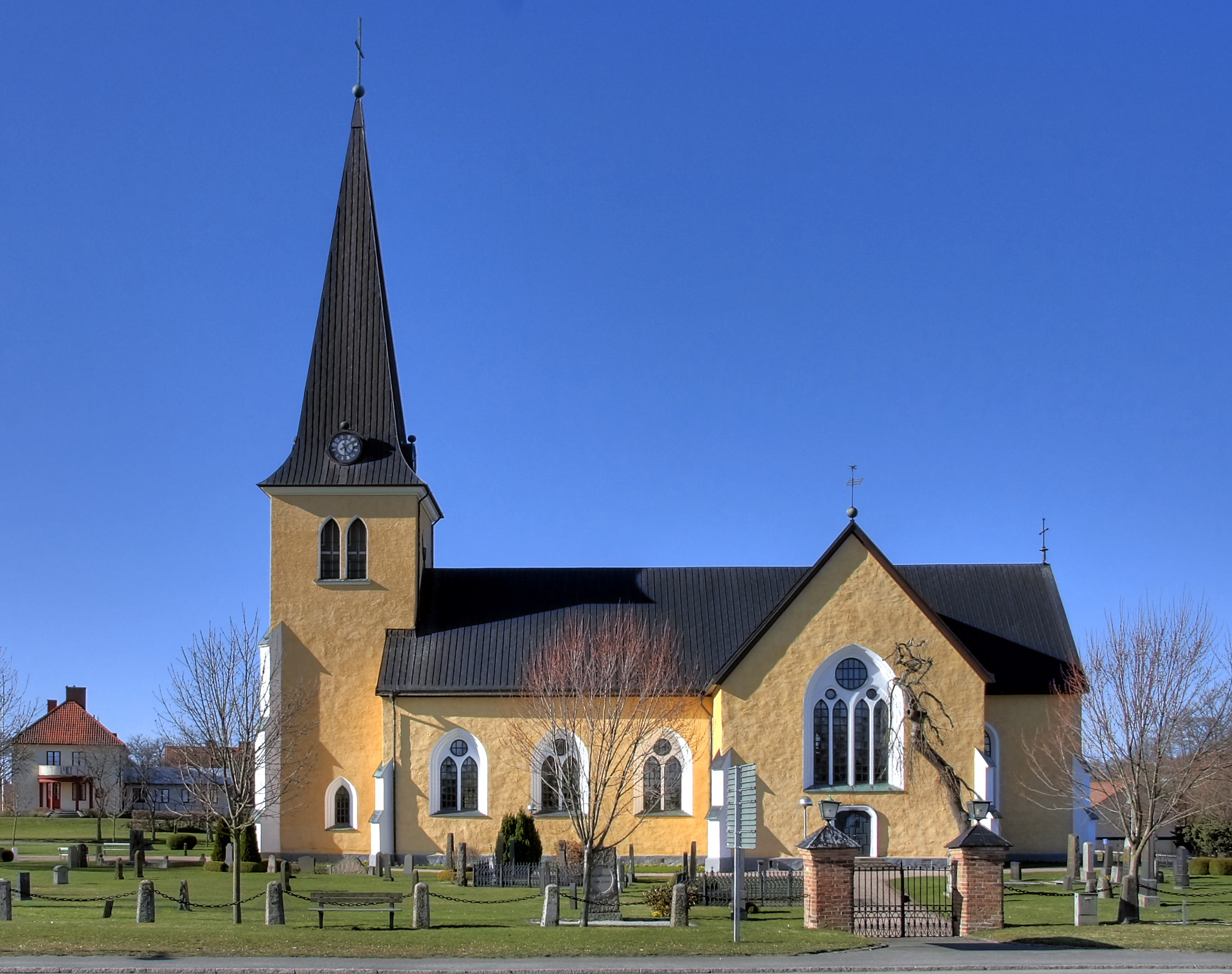
Östra Broby kyrka
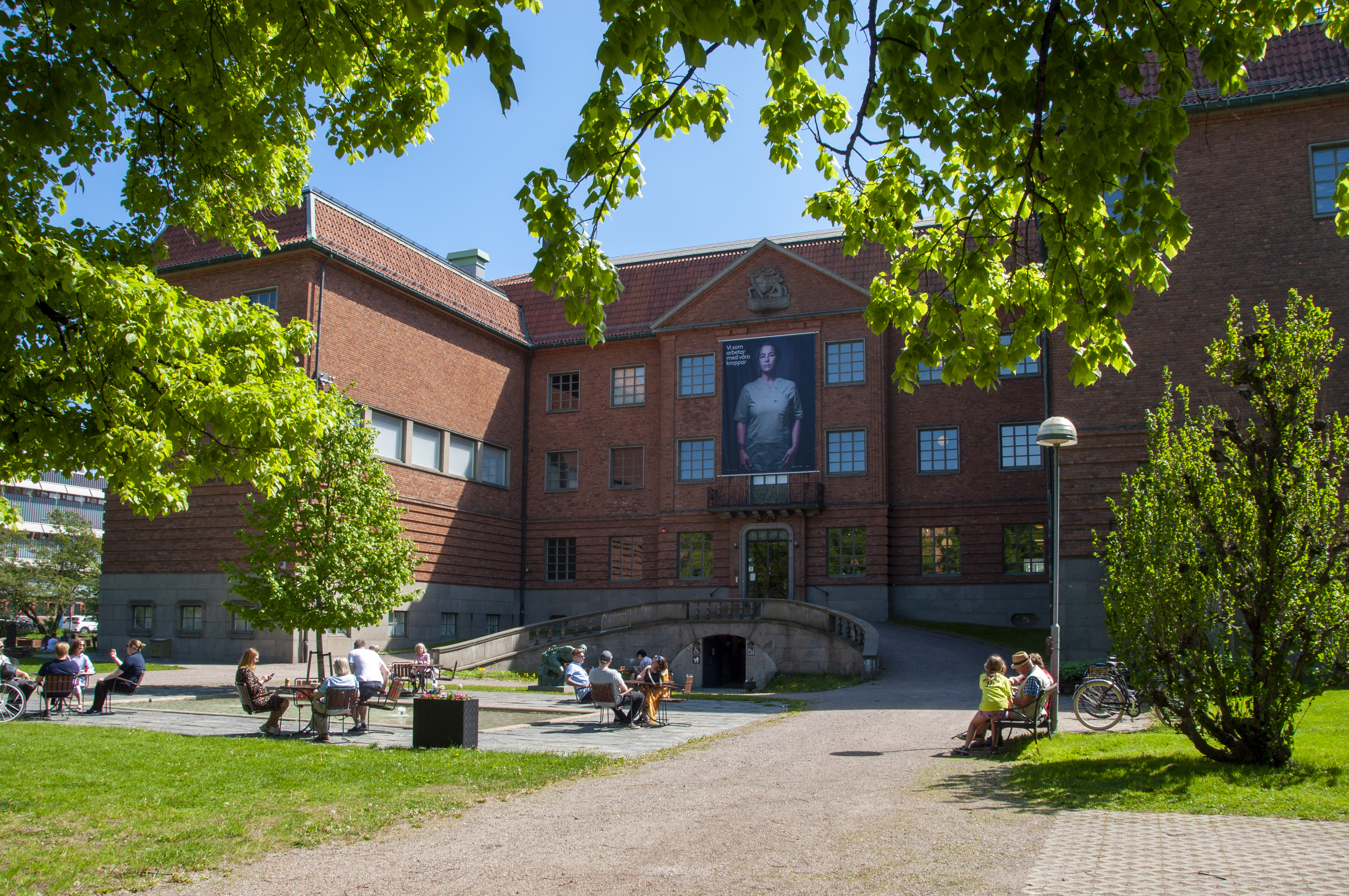
Länsmuseet i Gävleborg
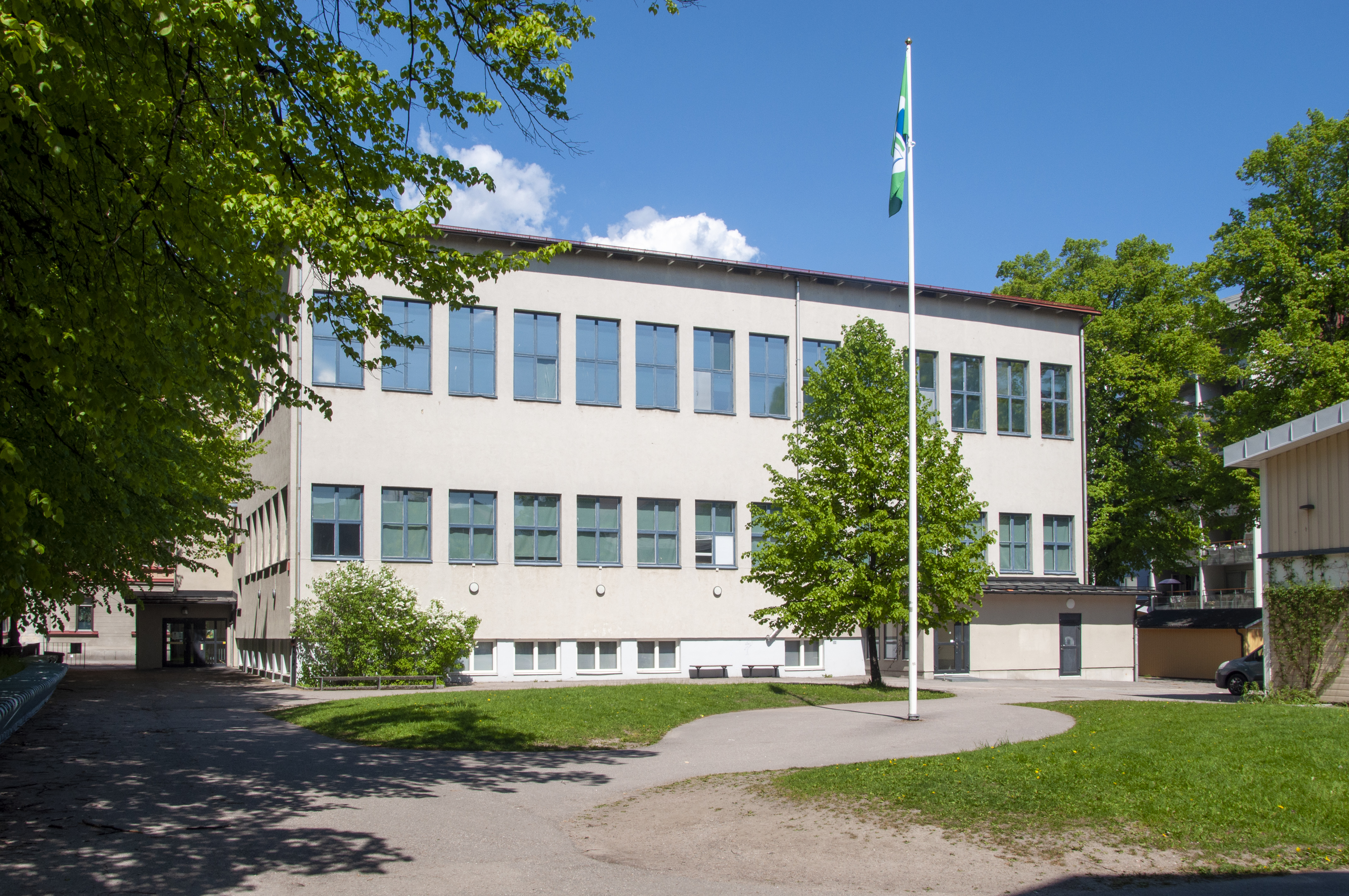
Norra gymnastikhuset, Gävle